# Cyber City Oedo 808
Cyber City Oedo 808 (サイバーシティ OEDO 808?, Saibaashiti Oedo 808) è una miniserie OAV di genere cyberpunk, realizzata dalla Madhouse e diretta tra il 1990 ed il 1991 da Yoshiaki Kawajiri. La serie si compone di tre episodi, ambientati nella città futuristica di Oedo (ex Tokyo) nel 2808.

## Produzione e distribuzione
Originariamente distribuita dalla Japan Home Video, è stata poi adattata e pubblicata in lingua inglese dalla Britannica Manga Video. In Italia è stata pubblicata in videocassetta dapprima dalla Granata Press, poi dalla Polygram; infine, in DVD dalla Dynit. Essendo i diritti appartenuti alla Polygram video, anche l'edizione Dynit ha conservato, oltre al doppiaggio, lo stesso adattamento forzatamente scurrile tipico della prima licenziataria dell'opera. Inoltre, come già la stessa Dynit afferma nel DVD, a causa della mancanza di una traccia audio separata dal parlato, non è stato possibile inserire la colonna sonora giapponese. Di conseguenza, sono rimaste le musiche dell'edizione inglese.

## Trama
Nel 2808 tre cyber criminali, Sengoku, Benten e Gogol, sono condannati a scontare da 295 a 375 anni di carcere in un penitenziario orbitale per essere entrati in sistemi informatici segreti, appartenenti ai militari e al governo, e per aver compiuto assassinii nella città di Oedo. La vita in carcere è noiosa e monotona quindi, quando il responsabile della polizia cibernetica Hasegawa propone loro, in cambio di uno sconto di pena ad ogni missione svolta con successo, di far parte del corpo di polizia, nell'ambito di un programma volto ad utilizzare carcerati con esperienze di furto di dati informatici e omicidi per dare la caccia a criminali che la polizia regolamentare si rifiuta di catturare, a causa della pericolosità delle missioni, i tre criminali accettano. 
Sengoku, Benten e Gogol entrano al servizio di Hasegawa, che li controlla attraverso dei collari allacciati attorno al loro collo, collegati ad un accendino con incorporato un detonatore. Per ogni missione, gli agenti ricevono un tempo determinato e, se la missione fallisce o non la portano a termine nella durata stabilita, i loro collari esplodono, uccidendoli. Per ogni missione portata a successo, i tre ricevono uno sconto della pena carceraria: più la missione è difficile e pericolosa, più anni vengono tolti alla pena detentiva.

## Personaggi
- Sengoku Syunsuke è il membro principale del trio, e quello condannato alla pena più severa: 375 anni di reclusione. È dotato di un ottimo rapporto tra forza ed agilità, è scaltro e determinato, un asso con la .44 Magnum revolver ed un maestro anche con la spada. L'ispettore Hasegawa lo troverà però anche impulsivo, spaccone e difficile da piegare alla disciplina. Spesso Sengoku prende in giro Benten per il suo stile effeminato, a volte si ubriaca mentre è in servizio, ed è prodigo di insulti nei confronti di Hasegawa e di Varsus.
- Gabimaru Rikiya, meglio noto come Gogul, è un perfetto connubio tra intelligenza e forza fisica. Ex-campione di pugilato nella categoria dei pesi massimi, a causa di un incidente ha perso gli occhi, sostituiti con un sofisticato visore cibernetico. È un genio multiforme, esperto nei campi più disparati tra cui la medicina, ma la sua specialità è l'informatica ed è un brillante hacker. Per quanto riguarda l'uso delle armi, oltre a quelle da fuoco è abile con i sai. Sfoggia una cresta mohicana tinta di rosso, che lo rende il più punk dei tre. Sconta una pena a 310 anni di reclusione.
- Merill Yanagawa, meglio noto come Benten, è l'unico membro del trio a scontare una pena al di sotto dei tre secoli di reclusione, essendo stato condannato a "soli" 295 anni. È agile e snello, ma il suo look effeminato ed il suo carattere posato e riflessivo, tra l'altro con una romantica passione per l'osservazione e l'interpretazione delle stelle, non devono trarre in inganno: è tanto bello quanto pericoloso, ed in missione sa ottenere ciò che vuole. Nonostante sia abile con le armi da fuoco, la sua "specialità" è un sottile e taglientissimo filo metallico, che muove con rapidità e letale eleganza. Prima di essere arrestato, era un killer professionista.
- Juzo Hasegawa è l'ufficiale di polizia responsabile del programma a cui partecipano i tre protagonisti. Fisicamente è alto, è ben vestito e sa mantenere una grande freddezza anche in circostanze critiche. Il suo aspetto impeccabile ed i suoi modi garbati non devono però trarre in inganno: è determinato e sa come tenere in pugno anche soggetti difficili come Sengoku. Accanito fumatore, ha incorporato nell'inseparabile accendino il sofisticato dispositivo che gli consente di controllare i collari-bomba e conversare a distanza coi cyber-detenuti ai suoi ordini.
- Okyo Jonouchi, ventenne poliziotta e segretaria di Hasegawa, ha modi gentili e sembra apprezzare le qualità dei tre cyber-agenti assai più dello stesso Hasegawa. Pare che abbia un debole per  Sengoku.
- Varsus (Balthus) è il robot che assiste i tre protagonisti in ogni missione. Il suo aiuto si rivela spesso determinante, come quando Gogol affronta il fante psichico. Visto il carattere ribelle di Sengoku, Varsus è stato affidato in modo particolare a quest'ultimo, o forse è Sengoku che è stato affidato a Varsus. Varsus è sempre pronto a criticare e correggere Sengoku, e quest'ultimo è sempre pronto a rispondergli con qualche volgarità.

## Episodi
I tre episodi hanno lo scopo di evidenziare qualità e difetti dei tre cyber agenti. Ognuno dei tre episodi è dedicato ad uno di loro in particolare, diverso per episodio, con gli altri due che lo aiutano nella missione.
- Il primo episodio, Memorie remote (La morte virtuale nell'edizione Polygram), vede Sengoku impegnato a liberare 50.000 persone, tra cui Okyo, rimaste intrappolate nel più alto grattacielo di Oedo, a causa di un blocco del computer centrale del palazzo. Perlustrando il palazzo alla ricerca del colpevole, Sengoku si imbatte nell'informatico Dave Kurokawa. L'uomo gli rivela chi ha bloccato il computer centrale e intrappolato le persone nel grattacielo: un suo ex collega, Yoshikazu Amachi, che lui ha ucciso per gelosia, e che a quanto pare agisce ancora con il suo spirito e la sua intelligenza sul palazzo, grazie al computer progettato e programmato da lui anni prima con le sue memorie.
- Il programma esca (Il fante psichico nell'edizione Polygram), secondo episodio della serie, ha invece come protagonista Gogul. L'agente scopre in un file rubato da Sarah, sua ex partner ricercata dai militari, il progetto di un cyborg micidiale per combattere il crimine in città (un'armatura cibernetica con all'interno un cadavere che agisce sotto l'impulso di acidi), un'arma segreta e molto illegale che i militari stanno sperimentando. Gogol decide di contrastare il progetto, dopo che il cyborg, denominato Molcos, durante una sperimentazione nelle strade di Oedo fa diverse vittime, fra le quali la sua ex partner. Nell'episodio lo vediamo fronteggiare l'armatura e alla fine, con uno stratagemma ideato da lui (Gogol nota che il risuonare metallico del palazzo infastidisce il cyborg, così decide di farlo registrare dal robot ed assistente Varsus ed amplificarlo attraverso il suo collare) sconfiggerlo. Inoltre, apprendiamo che nella polizia cibernetica non lavorano solo i tre anti-eroi, ma anche altri criminali: all'inizio infatti vediamo un criminale, Takyu Yamabana, assistito da Gogul, tentare di togliersi il collare, ma il suo tentativo fallisce e il collare esplode, uccidendolo.
- Ne Lo strumento scarlatto (Il prezzo dell'immortalità nell'edizione Polygram), terzo ed ultimo episodio della serie, Benten è inviato ad indagare sulla morte sospetta di tre esperti di genetica, trovati con due segni di denti nel collo, secondo l'agente opera di un vampiro. Nelle indagini, Benten si trova a fronteggiare il capo dell'ospedale di Oedo, che ha creato un virus dell'immortalità usando cavie umane, allo scopo di continuare a vivere. Fra le vittime usate nell'esperimento c'è anche Remi Masuda, una giovane donna ibernata nel 2504 per una rara forma di anemia ereditaria fino a quando una cura efficace non sarebbe stata disponibile e risvegliata dalla sua capsula criogenica per essere usata come cavia, unica sopravvissuta all'esperimento e trasformata in vampira dal virus.

## Altri media
- Dalla serie Cyber City Oedo 808 è stato tratto anche un videogioco per PC Engine su CD-ROM intitolato Cyber City Oedo 808: Kemono no Zokusei (サイバーシティ オーエド 808 獣の属性?) dove si rivivono nei panni di uno dei tre agenti le missioni degli episodi.
- All'inizio della canzone Revengeance Machine della band finlandese Beast in Black si sente un estratto della versione in inglese del primo episodio, parte di un dialogo tra Sengoku e Varsus.